# Episodi di Miraculous - Le storie di Ladybug e Chat Noir (seconda stagione)
La seconda stagione della serie animata Miraculous - Le storie di Ladybug e Chat Noir, composta da 26 episodi, è stata trasmessa in prima visione dal 21 ottobre 2017 al 3 novembre 2018 in Spagna, Portogallo, Francia, Canada, Brasile e Svizzera. In Francia, è stata trasmessa dall'emittente televisiva TF1 dal 26 ottobre 2017 al 18 novembre 2018.
In Italia è stata trasmessa dall'emittente televisiva Disney Channel dal 24 dicembre 2016 al 22 febbraio 2019.
La stagione comprende anche un episodio speciale di Natale trasmesso in Francia l'11 dicembre 2016 e in Italia il 24 dicembre dello stesso anno.
Gli episodi sono diretti da: Thomas Astruc, Jun Violet, Christelle Abgrall, Wilfried Pain, Benoît Boucher e Jérémy Paoletti.
| nº | Titolo originale                                 | Titolo italiano                                         | Prima TV mondiale                              | Prima TV Francia          | Prima TV Italia  | Cod. Prod. |
| -- | ------------------------------------------------ | ------------------------------------------------------- | ---------------------------------------------- | ------------------------- | ---------------- | ---------- |
| 1  | Pire Noël                                        | Babbo Mostro                                            | 11 dicembre 2016 (su TF1)                      | 11 dicembre 2016 (su TF1) | 24 dicembre 2016 | 226        |
| 2  | Le Collectionneur                                | Il Collezionista                                        | 21 ottobre 2017 (Spagna su Disney Channel)     | 26 ottobre 2017           | 13 novembre 2017 | 201        |
| 3  | Doudou Vilain                                    | Orsaccio                                                | 21 ottobre 2017 (Spagna su Disney Channel)     | 27 ottobre 2017           | 15 novembre 2017 | 204        |
| 4  | Audimatrix                                       | Regina delle Notizie                                    | 25 ottobre 2017 (Portogallo su Disney Channel) | 29 ottobre 2017           | 14 novembre 2017 | 202        |
| 5  | La Béfana                                        | Befana                                                  | 30 ottobre 2017 (su TF1)                       | 30 ottobre 2017 (su TF1)  | 17 novembre 2017 | 208        |
| 6  | Riposte                                          | Risposta                                                | 1º novembre 2017 (su TF1)                      | 1º novembre 2017 (su TF1) | 16 novembre 2017 | 207        |
| 7  | Robostus                                         | Robostus                                                | 3 novembre 2017 (su TF1)                       | 3 novembre 2017 (su TF1)  | 13 febbraio 2018 | 211        |
| 8  | Gigantitan                                       | Gigantitan                                              | 26 novembre 2017 (su TF1)                      | 26 novembre 2017 (su TF1) | 15 febbraio 2018 | 206        |
| 9  | Le Hibou Noir                                    | Il Gufo Oscuro                                          | 5 dicembre 2017 (Spagna su Disney Channel)     | 10 dicembre 2017          | 14 febbraio 2018 | 213        |
| 10 | Glaciator                                        | Gelatone                                                | 14 gennaio 2018 (su TF1)                       | 14 gennaio 2018 (su TF1)  | 12 febbraio 2018 | 203        |
| 11 | Sapotis                                          | I Sapoti                                                | 21 gennaio 2018 (su TF1)                       | 21 gennaio 2018 (su TF1)  | 16 febbraio 2018 | 212        |
| 12 | Gorizilla                                        | Gorizilla                                               | 14 marzo 2018 (Canada su Family Channel)       | 13 maggio 2018            | 6 maggio 2018    | 210        |
| 13 | Capitaine Hardrock                               | Captain Hardrock                                        | 30 marzo 2018 (Canada su Family Channel)       | 20 maggio 2018            | 20 maggio 2018   | 216        |
| 14 | Zombizou                                         | Zombacino                                               | 13 aprile 2018 (Canada su Family Channel)      | 27 maggio 2018            | 13 maggio 2018   | 215        |
| 15 | Syren                                            | Sirena                                                  | 5 maggio 2018 (Spagna su Disney Channel)       | 3 giugno 2018             | 27 maggio 2018   | 214        |
| 16 | Rossignoble                                      | Frightningale                                           | 12 maggio 2018 (Spagna su Disney Channel)      | 10 giugno 2018            | 15 ottobre 2018  | 209        |
| 17 | L'Insaisissable                                  | Piantagrane                                             | 16 giugno 2018 (Spagna su Disney Channel)      | 17 giugno 2018            | 22 ottobre 2018  | 205        |
| 18 | Inverso                                          | Inverso                                                 | 23 luglio 2018 (Canada su Family Channel)      | 7 ottobre 2018            | 23 ottobre 2018  | 220        |
| 19 | Anansi                                           | Anansi - Il Ragno                                       | 10 settembre 2018 (Canada su Family Channel)   | 23 settembre 2018         | 24 ottobre 2018  | 221        |
| 20 | Le Marchand de Sable                             | Il Bambino-Sabbia                                       | 24 settembre 2018 (Canada su Family Channel)   | 30 settembre 2018         | 25 ottobre 2018  | 223        |
| 21 | Style Queen (Le combat des Reines - 1ère partie) | Regina della Moda (La Battaglia delle Regine - parte 1) | 6 ottobre 2018 (Spagna su Disney Channel)      | 21 ottobre 2018           | 17 ottobre 2018  | 218        |
| 22 | Queen Wasp (Le combat des Reines - 2ème partie)  | Vespa Regina (La Battaglia delle Regine - parte 2)      | 6 ottobre 2018 (Spagna su Disney Channel)      | 21 ottobre 2018           | 18 ottobre 2018  | 219        |
| 23 | Maledikteur                                      | Malediktor                                              | 12 ottobre 2018 (Canada su Family Channel)     | 28 ottobre 2018           | 19 ottobre 2018  | 222        |
| 24 | Le Patineur                                      | Frozer                                                  | 12 ottobre 2018 (Brasile su Gloob)             | 14 ottobre 2018           | 16 ottobre 2018  | 217        |
| 25 | Catalyste (Le Jour des Héros - 1ère partie)      | Catalyst (Il Giorno degli Eroi - parte 1)               | 21 ottobre 2018 (Svizzera su RTS Deux)         | 18 novembre 2018          | 22 febbraio 2019 | 224        |
| 26 | Mayura (Le Jour des Héros - 2ème partie)         | Mayura (Il Giorno degli Eroi - parte 2)                 | 3 novembre 2018 (Svizzera su RTS Deux)         | 18 novembre 2018          | 22 febbraio 2019 | 225        |

## Il Collezionista
- Titolo originale: Le Collectionneur
- Scritto da: Thomas Astruc, Matthieu Choquet, Fred Lenoir e Sébastien Thibaudeau
- Storyboard: Wilfried Pain

### Trama
Subito dopo gli eventi di Volpina, Tikki porta Marinette dall'uomo che lei ha incontrato il suo primo giorno di scuola e che una volta aveva curato Tikki: il maestro Wang Fu. Egli rivela di essere l'ultimo guardiano rimasto nell'Ordine dei Guardiani dei Miraculous, e rivela che, quando era un'apprendista, ha causato la distruzione del tempio e la perdita dei Miraculous del Pavone e della Farfalla, oltre al grimorio che contiene informazioni inestimabili sui Miraculous, Fu spiega a Marinette che chiunque lo possedesse potrebbe essere Papillon. A scuola, Marinette scopre che il libro non appartiene ad Adrien, ma al padre, che ha punito suo figlio per aver preso e perso il libro, proibendogli il ritorno a scuola. Allora Marinette inizia a sospettare di Gabriel che possa essere Papillon. Gabriel sapendo che il grimorio lo rende il principale indiziato dell'essere Papillon vuole "trasformarsi in qualcun altro" per sviare i sospetti, rinuncia temporaneamente a Nooroo e al suo Miraculous, per poi autoakumizzarsi in Collezionista, un supercattivo che può intrappolare oggetti o persone nel suo album da disegno. Il Collezionista si prepara a lottare contro Ladybug e Chat Noir nella Villa Agreste, durante lo scontro riesce a intrappolare entrambe le loro armi. Ladybug, grazie a Chat Noir e al suo Lucky Charm a forma di pedali, fa finire al Collezionista le pagine dell'album lasciandolo vulnerabile. Il Collezionista viene deakumizzato, e come aveva previsto, Ladybug e Chat Noir non sospettano più di lui in quanto credono sia stato akumizzato da Papillon. Marinette spiega al maestro Fu la situazione, e dopo aver fotografato le pagine del grimorio, lascia che Marinette lo riconsegni a Gabriel, permettendo ad Adrien di ritornare a scuola. Tuttavia sotto lo sguardo attento di Nathalie, viene rivelato che Gabriel ha trovato i Miraculous del Pavone e della Farfalla in Tibet, insieme al grimorio, e che per sicurezza ne aveva fatto una copia digitale tra i suoi file. Si era arrabbiato tanto con il figlio proprio per proteggere il suo segreto. Così tramite un meccanismo nascosto nel ritratto di sua moglie, Gabriel apre una botola che conduce al suo nascondiglio. Qui richiama Nooroo per indossare il suo Miraculous e trasformarsi in Papillon, deciso a impossessarsi dei Miraculous dei suoi nemici ora che la sua vera identità è al sicuro.

## Regina delle Notizie
- Titolo originale: Audimatrix
- Scritto da: Thomas Astruc, Matthieu Choquet, Fred Lenoir e Sébastien Thibaudeau
- Storyboard: Christelle Abgrall

### Trama
Nadja Chamack vuole guadagnare degli ascolti altissimi per la sua trasmissione Faccia a Faccia in cui intervisterà Ladybug e Chat Noir, cercando di far affermare dai due eroi stessi di essere innamorati l'uno dell'altra, ma se gli ascolti non saranno al massimo, la direttrice televisiva, Arlette, farà spostare la trasmissione in seconda serata. Marinette, nonostante debba occuparsi di Manon, la figlia di Nadja, riesce a partecipare all'intervista nei panni di Ladybug e invita Alya a casa per badare alla bambina al posto suo. Ladybug e Chat Noir si presentano agli studi televisivi, dove l'intervista comincia in modo eccellente, venendo vista da molte persone, ma termina in modo disastroso, con Ladybug che smentisce la presunta relazione con Chat Noir e col fallimento della trasmissione, e con Arlette che afferma che la trasmissione non sarà più in prima serata. Nadja, delusa viene akumizzata da Papillon in Regina delle Notizie. Quest'ultima cattura Chloé, che ha detto durante la trasmissione di essere un'amica intima dei supereroi, e la intrappola in un vagone della metropolitana alla massima velocità. Ladybug e Chat Noir entrano in azione per salvarla, dove sono costretti a fingere di essere fidanzati, in modo che Regina delle Notizie fermi la metropolitana. In seguito, rapisce anche Alya, rischiando di essere gettata nella Senna dentro a un sarcofago. Regina delle Notizie non vuole arrendersi finché i due eroi non dichiareranno in diretta il loro amore, quando vengono a salvare Alya, si ritrovano rinchiusi nella cella frigorifera dall'hotel Le Grand Paris, Ladybug e Chat Noir riescono ad attirare Regina delle Notizie, oscurando le telecamere e purificano l'Akuma. Nadja intervista Alya dato che ha creato il Ladyblog ed essere la prima ad aver filmato i due supereroi, la ragazza smentisce per il momento il fidanzamento tra Ladybug e Chat Noir, e fa salire al massimo gli ascolti, e Arlette porta il programma di Nadja nuovamente in prima serata.

## Gelatone
- Titolo originale: Glaciator
- Scritto da: Thomas Astruc, Matthieu Choquet, Fred Lenoir e Sébastien Thibaudeau
- Storyboard: Wilfried Pain

### Trama
Chat Noir invita Ladybug a cena, ma lei non è certa di poter venire poiché ha un appuntamento con degli amici: infatti lei, Adrien, Nino, Alya, Ivan e Mylène hanno organizzato un'uscita di gruppo, per andare a prendere il gelato degli innamorati da André, il miglior gelataio di Parigi, di cui non si conosce mai la precisa localizzazione. Tutti prendono il gelato tranne Marinette, che è delusa dall'assenza di Adrien, che non viene sia per volere del padre e sia perché sta facendo i preparativi per l'appuntamento con Ladybug, che però lei non si presenta. André cerca di convincere Marinette a prendere un gelato, ma lei rifiuta, dicendo che i suoi gelati sono dei semplici gelati, André ci rimane male e crede di aver fallito la sua missione, e viene akumizzato da Papillon in Gelatone, un gigantesco gelato simile a un pupazzo di neve che ha il potere di sparare palle di gelato, trasformando la gente in quest'ultimo, tranne le coppie. Chat Noir, rattristato dal fatto che Ladybug non sia venuta, vede Marinette triste che si affaccia al balcone e decide di andarla a salutare e per consolarla le mostra la sorpresa che aveva preparato per Ladybug; Marinette durante la conversazione con Chat Noir capisce che si è innamorato del suo alter ego. Gelatone, arriva all'improvviso e cerca di attaccare Marinette, che viene riportata a casa da Chat Noir; un attimo dopo la sua partenza si trasforma in Ladybug e corre in suo aiuto. Chat Noir è ancora offeso nei suoi confronti perché non è venuta a vedere la sorpresa che aveva organizzato, ma poi decide di perdonarla. Capendo che Gelatone è solo un rivestimento e dentro c'è ancora André, sciolgono tutto il gelato e Ladybug rompe il porzionatore, dentro a cui era riposta l'Akuma e la purifica. Chat Noir porta finalmente Ladybug a vedere la sua sorpresa per lei, Ladybug dice a Chat Noir che è innamorata di un altro ragazzo, Chat Noir capisce la cosa e le regala una rosa rossa e se ne va via, senza però darsi per vinto. Il giorno seguente Marinette decide di tornare da André per farsi perdonare e per prendersi un bel gelato e viene calorosamente accolta da André, che le regala un gelato a due gusti, pesca e menta, che rappresentano la bocca e gli occhi di Adrien; poi va a sedersi da un lato del ponte sopra alla Senna in cui si trova André, dove divide il gelato con Tikki. Intanto anche Adrien pensa bene di andare a prendere un gelato e ne riceve uno alla fragola con scaglie di cioccolato, chiaro riferimento al costume di Ladybug, mora come i suoi capelli e mirtillo, come i suoi occhi. Anche lui si siede a mangiarlo, ma dal lato opposto del ponte, perciò i due non sanno della presenza l'uno dell'altra.

## Orsaccio
- Titolo originale: Doudou Vilain
- Scritto da: Thomas Astruc, Fred Lenoir, Matthieu Choquet, Nolwenn Pierre e Sébastien Thibaudeau
- Storyboard: Jun Violet

### Trama
Chloé, dopo aver causato la punizione dei suoi compagni di scuola, chiamando i pompieri per un finto incendio, viene rimproverata da Adrien, dicendole che non può essere ancora suo amico se non diventerà gentile con le altre persone. Per non perdere la sua amicizia con lui e motivata dal suo maggiordomo Armand, chiamato dalla ragazza Jean qualcosa, le porge Mr. Cuddly, l'orsetto giallo di peluche a cui lei è affezionata sin da piccola, Chloè decide di organizzare una festa, invitando tutti gli studenti della scuola compresa, riluttante, Marinette. Quando il party inizia Papillon manda un'Akuma, aspettando che la ragazza offenda qualcuno come suo solito, tentando di akumizzare Mylène e Kim nel momento in cui Chloé li insulta, ma fallisce, poiché la ragazza "si scusa" con loro nel tentativo di essere gentile. Quando parte un lento, Adrien invita Marinette a ballare sotto gli occhi furiosi di Chloé, che stava danzando controvoglia con Kim. Non appena Armand le mostra Mr. Cuddly, nel tentativo di calmarla, finisce accidentalmente per ridicolizzare Chloé davanti a tutti per via dell'orsacchiotto, venendo, perciò, licenziato. Papillon lo akumizza in Orsaccio, un piccolo orsacchiotto cattivo che obbliga chiunque egli abbracci alle caviglie a fare ciò che lui vuole. Adrien e Marinette si trasformano e intervengono a fermarlo, dopo un giro di ragazzi, anche Chat Noir ne subisce l'influenza negativa e sta per usare il Cataclisma contro Ladybug, ma Chloé la salva, permettendole così di ricorrere al Lucky Charm ricavandone una forchetta e grazie sia ad essa e all'aiuto della ragazza, riesce a liberare Chat Noir dal controllo di Orsaccio, scucendo l'orsacchiotto e deakumizzando il maggiordomo, che viene riassunto da Chloé. Quest'ultima, avendo dimostrato di saper essere gentile, fa promettere ad Adrien che sarà fiero di lei e di rimanere amici per sempre. La festa si conclude con Chloé che invita il padre di Marinette a preparare i macarons; lei fa da giudice ai dolci preparati dai compagni, ma li critica negativamente; invece Adrien si complimenta con Marinette dicendole che è brava sia a ballare e a cucinare.

## Risposta
- Titolo originale: Riposte
- Scritto da: Thomas Astruc, Matthieu Choquet, Fred Lenoir e Sébastien Thibaudeau
- Storyboard: Jun Violet

### Trama
Marinette prova a entrare nella squadra di scherma di Adrien per fare colpo su di lui, ma una nuova arrivata, Katami, sfida Adrien, al quale riesce a batterla dopo un errore arbitrale di Marinette. Papillon approfitta della frustrazione e della delusione di Katami per akumizzarla in Risposta, una fenomenale schermitrice d'acciaio che vuole la rivincita contro Adrien, ma fortunatamente viene salvato da Ladybug, che lo mette in salvo nascondendolo in un sarcofago nel museo del Louvre. Mentre Ladybug e Risposta combattono, Adrien riesce a trasformarsi e a raggiungere lo scontro e insieme riescono a sconfiggere Risposta. Subito dopo la battaglia, Adrien restituisce la sciabola a Katami e dice che Marinette si era sbagliata nell'arbitrare la sfida dato che era la sua prima esperienza, e che per lui è un'ottima amica.

## Gigantitan
- Titolo originale: Gigantitan
- Scritto da: Thomas Astruc, Matthieu Choquet, Fred Lenoir e Sébastien Thibaudeau
- Storyboard: Christelle Abgrall

### Trama
Alya, Alix, Juleka, Rose e Mylène, aiutano Marinette per organizzere un piano complicato per fare una passeggiata romantica con Adrien. Sfortunatamente il piano non va come previsto e Placide, la guardia del corpo di Adrien, prende parecchie multe dall'agente Roger e si arrabbia. Papillon allora tenta di approfittarne e gli manda un Akuma che verrà avvistata contemporaneamente da Marinette e Adrien; tuttavia Placide poco prima che l'Akuma possa raggiungerlo vede il ragazzo e si calma. L'Akuma percepisce un'emozione negativa più vicina, e si posa sul braccialetto di un neonato di nome Auguste, che vuole assolutamente un lecca-lecca. Papillon rimane scioccato, ma pensa che sia una buona idea, e lo akumizza in Gigantitan, un gigantesco neonato, però lui, sia Ladybug e Chat Noir fanno molta fatica a tenerlo sotto controllo. Ladybug si inventa un piano molto complicato anche se all'inizio sembra andare bene, ma le cose incominciano a cambiare quando Gigantitan se ne accorge. Ladybug opta per il Lucky Charm che si rivela essere una carta da regalo, e la usa per travestirsi da lecca-lecca con un lampione: Gigantitan ne è attirato e Ladybug rompe il bracciale contenente l'Akuma e la purifica. Dopo lo scontro Marinette lascia perdere il piano complicato che ha ideato con le ragazze e va direttamente da Adrien, che però deve andare a casa. Marinette ci rimane un po' male, ma Adrien le offre un passaggio fino a casa, presa dall'imbarazzo la ragazza rifiuta, pentendosi subito dopo; rimasta con le ragazze al Trocadéro fa un giro con loro, imparando che non serve formulare piani complicati inutilmente.

## Captain Hardrock
- Titolo originale: Capitaine Hardrock
- Scritto da: Thomas Astruc, Jean-Rémi Perrin, Fred Lenoir e Sébastien Thibaudeau
- Storyboard: Wilfried Pain

### Trama
In città si stanno svolgendo dei festival musicali per il The National Musical Festival. Marinette e alcuni dei suoi compagni di classe si trovano sulla Liberty, la barca dove vivono Juleka e sua madre Anarka, per prepararsi per il loro primo concerto. Adrien, intanto è a casa sua a suonare il pianoforte, sotto sorveglianza dal padre, il quale vieta al figlio di uscire perché deve esercitarsi al piano. Anarka, intanto, manda Marinette a chiamare Luka, il fratello gemello di Juleka, e appena lo incontra Marinette ne rimane affascinata. A inizio concerto, Luka fa un accordo potentissimo da 160 decibel con la chitarra elettrica, ma a causa del volume eccessivo arriva l'agente Roger che fa una multa ad Anarka, i due litigano, e a causa di ciò Roger approfitta del suo abuso di potere, di molte altre multe inutili, Anarka si arrabbia e viene akumizzata da Papillon in Captain Hardrock, capace di ordinare con un semplice comando vocale alla Liberty la rotta da seguire; il suo scopo è distruggere tutti i palchi costruiti per il festival, in cui suonano i vari artisti. Captain Hardrock incatena sottocoperta tutti i ragazzi, che si erano ribellati al suo piano cercando inutilmente di farla ragionare. Marinette, incatenata con Luka, libera entrambi grazie all'aiuto di Tikki, Captain Hardrock cerca di ricatturarli, ma i due ragazzi si rifugiano nella cabina di Luka dove vengono raggiunti poco dopo, solo Luka viene nuovamente incatenato. Marinette si trasforma in Ladybug e combatte insieme a Chat Noir contro Captain Hardrock. Ladybug usa il Lucky Charm a forma di una catena e riesce a intrappolare Captain Hardrock e a mandare in tilt la bussola della Liberty, facendola arenare. Chat Noir usa il suo Cataclisma e finalmente la distrugge senza mettere in pericolo i ragazzi sottocoperta, l'Akuma viene purificata e tutto torna alla normalità. Nel frattempo tornato a casa, Adrien sta per suonare il piano di fronte al padre, ma stavolta gli chiede se vuole fare un duetto assieme a lui, il padre accetta, dopo aver suonato gli dà il permesso di andare al concerto dei suoi amici. Appena salito sulla barca Adrien inciampa su una tastiera, e decide di suonarla nella band dei suoi amici, i Kitty Section a decibel legali.

## Robostus
- Titolo originale: Robostus
- Scritto da: Thomas Astruc, Matthieu Choquet, Fred Lenoir e Sébastien Thibaudeau
- Storyboard: Christelle Abgrall

### Trama
Max presenta alla classe Markov, un piccolo robot senziente da lui costruito, che però nonostante lui e Max abbiano neutralizzato un virus del computer della classe viene confiscato dal preside Damoclès e discriminato dalla prof Mendeleiev, venendo considerato un giocattolo. Il robot viene akumizzato da Papillon in Robostus, con il potere di animare tutti gli oggetti elettronici; i due eroi intervengono contro le macchine impazzite, ma poi il supercattivo gli immobilizza in un "robot" gigante formato da auto, gru e altri veicoli. Robostus si ribella poi a Papillon in quanto vuole i Miraculous per diventare un essere umano, dato che quando l'ha akumizzato, Markov aveva domandato, oltre a cosa sono i Miraculous, anche il loro utilizzo, e fa impazzire il sistema di allarme nel covo di Papillon, costringendolo a difendersi con lo spadino nascosto nel suo scettro. Grazie anche in parte all'aiuto di Max, i due eroi riescono a sconfiggere Robostus, inserendogli il virus informatico assorbito dalla chiavetta di Max, e purificano la sua Akuma; Papillon, dopo essersi difeso faticosamente dai missili ammette che ha commesso un errore nell'akumizzare Markov. Marinette, incuriosita sul reale potere del suo Miraculous e quello di Chat Noir, fa visita al maestro Fu e scopre che chi possiede il Miraculous della Coccinella e quello del Gatto Nero può avere il potere assoluto e la possibilità di realizzare un desiderio, ma Fu rivela che il desiderio avrà un prezzo da pagare anche se lo si utilizzasse per il bene, perché nell'universo c'è bisogno di un equilibrio. Infatti se Robostus fosse riuscito a diventare umano, qualcun altro avrebbe perso la sua umanità.

## Il Gufo Oscuro
- Titolo originale: Le Hibou Noir
- Scritto da: Thomas Astruc, Matthieu Choquet, Fred Lenoir e Sébastien Thibaudeau
- Storyboard: Jun Violet

### Trama
Marinette e Adrien devono inventare delle scuse per non passare del tempo con gli amici Nino e Alya, perché il preside Denis Damoclès ha iniziato a cimentarsi in imprese eroiche sotto l'alias del "Gufo", finendo però per cacciarsi nei guai: Ladybug e Chat Noir devono tenerlo d'occhio e aiutarlo a non farsi del male. Stanchi di ciò Marinette escogita un piano: far credere al signor Damoclès di aver salvato la città per fargli smettere di fare il supereroe. Realizza quindi con la pasta di sale due falsi Miraculous e va con Chat Noir a casa di Alya, che deve indossare un travestimento per diventare la supercattiva la Ragazza Cartone: il signor Damoclès non riesce, però commette un errore con il tentativo di sconfiggerla e Ladybug rivela per sbaglio che è in realtà il preside. Il signor Damoclès viene deriso in TV da Alec, e sentendosi umiliato viene akumizzato da Papillon, in Gufo Oscuro. Quest'ultimo fa cadere Ladybug e Chat Noir in una trappola, rinchiudendoli in un tir, che si riempie lentamente di panna montata e minacciando di affogarli se non avrà i Miraculous. Capendo che non hanno nessuna via di fuga Ladybug e Chat Noir apparentemente si arrendono, non prima però di utilizzare l'inchiostro del Lucky Charm sulla telecamera, affinché il cattivo non veda le loro identità. Prima di ritrasformarsi Ladybug chiede a Chat Noir di tenere gli occhi chiusi e lei farà lo stesso. Tikki e Plagg scoprono ognuno l'identità dell'altro portatore, seppur rimanendo in silenzio, Marinette dà a Gufo Oscuro i loro Miraculous che vengono spediti a Papillon. Una volta in mano quest'ultimo capisce però che i Miraculous sono falsi, col Cataclisma di Chat Noir escono entrambi fuori dal tir, Ladybug utilizza ancora una volta il Lucky Charm che questa volta fa comparire il primo volume, dove sono narrate le avventure di Knightowl, vedendo le figure capisce che Gufo Oscuro ha un assistente, un computer per la precisione, e che l'Akuma è nascosta al suo interno, corre quindi nell'ufficio del preside dove il Gufo Oscuro è riuscito a sottrarle un orecchino, ma riesce comunque a purificare l'Akuma. Il giorno dopo il preside riesce a redimersi in azioni socialmente utili, e finalmente Marinette può fare il pigiama party con Alya.
- Cameo: Jun Violet (volto della versione akumatizzata del computer di Denis Damoclès chiamato Albert).[3]

## I Sapoti
- Titolo originale: Sapotis
- Scritto da: Thomas Astruc, Matthieu Choquet, Fred Lenoir, Nolwenn Pierre e Sébastien Thibaudeau
- Storyboard: Wilfried Pain

### Trama
Dopo gli eventi di Gufo Oscuro, Marinette si trova a casa di Alya per un pigiama party con lei, Alya dice a Marinette di aver scoperto che Ladybug potrebbe avere la loro età e lei è decisa a scoprire la sua identità per aiutarla con la sua vita privata. Marinette cerca di deviare il discorso, ma le sorelline gemelle di Alya, Etta ed Ella, fanno continuamente incursioni in salotto, così Alya le spedisce a letto, mettendole in punizione e non farle andare al Luna Park il giorno dopo. Percependo le loro emozioni negative, Papillon le akumizza in Sapoti, che hanno il potere di moltiplicarsi ogni qual volta mangiano. Ladybug e Chat Noir cercano invano di risolvere la situazione, Ladybug evoca il suo Lucky Charm e ottiene una teiera e capisce di andare dal maestro Fu. Quest'ultimo in effetti concede a Marinette di dare un Miraculous a una persona fidata scelta da lei; Fu mostra anche che non esistono solo 7 Miraculous, ma 19. Marinette nei panni di Ladybug affida il Miraculous della Volpe a forma di collana con ricamata una coda di Volpe che ha il potere dell'Illusione alla sua migliore amica Alya, facendosi promettere di restituirlo una volta terminata la missione, Alya fa conoscenza del Kwami Trixx, che la trasforma in Volpe Rossa, le due supereroine vanno ad aiutare Chat Noir, allo stremo delle forze per lo scontro con i Sapoti che stavano per prendere il suo Miraculous. Non riuscendo a capire quali siano i Sapoti originali, i tre supereroi escogitano un piano, Ladybug usa nuovamente il suo Lucky Charm a forma di un monociclo, che incastra in uno stretto vicolo grazie al bastone di Chat Noir. Volpe Rossa, conoscendo il punto debole delle sorelline, suona il flauto traverso, creando l'illusione di un Luna Park. I Sapoti avanzano per il vicolo, i loro cappelli vengono rimossi e finiscono nel cestino dei rifiuti, che Chat Noir distrugge con il Cataclisma, consentendo a Ladybug di liberare le due bambine dall'Akuma. Chat Noir riporta Etta ed Ella a casa loro, invece Ladybug accompagna Alya a ritrasformarsi in un posto isolato e le chiede indietro il Miraculous; Alya supplica Ladybug di lasciarglielo; Ladybug scappa essendo in procinto di ritrasformarsi; Alya, dopo essersi consultata con Trixx, dimostra la sua affidabilità restituendo il Miraculous a Marinette, che lo riporta al maestro Fu. Papillon, vedendo che Ladybug ha chiamato aiuto, è convinto che a Parigi ci sia un guardiano che custodisce i Miraculous. Marinette rientra a casa di Alya che vorrebbe raccontarle tutto, ma alla fine capisce che non può farlo. Insieme concludono il pigiama party e parlano della nuova supereroina che è comparsa quella sera.
- Cameo: Wilfried "Winny" Pain (voce di alcuni Sapoti).[4]

## Piantagrane
- Titolo originale: L'Insaisissable
- Scritto da: Thomas Astruc, Matthieu Choquet, Fred Lenoir, Nolwenn Pierre e Sébastien Thibaudeau
- Storyboard: Wilfried Pain

### Trama
Penny e Jagged Stone si trovano all'hotel Le Grand Paris, dove arriva anche Bob Roth che chiede a quest'ultimo se vuole partecipare a un programma televisivo: dopo aver consultato Penny, Jagged accetta la proposta di Bob. Il programma Mettiti nei miei panni, condotto da Alec Cataldi, che consiste nel lavorare nel posto di lavoro di un altro e la scelta cade sulla Pasticceria Dupain-Cheng, la quale ha detto ai suoi compagni di classe, compreso Adrien, di guardare il programma. Durante le riprese a Jagged li cade addosso un sacco di farina, e Marinette li indica in modo impreciso il bagno, finendo per ritrovarsi nella sua camera, la troupe deve riprendere il programma televisivo, così raggiungono Jagged e le telecamere riprendendo le foto di Adrien. Marinette se ne accorge e chiede a Penny di mandare tutti via, ma contemporaneamente Penny riceve lamentele anche da Bob e Alec, insieme a Jagged, perciò perde la pazienza e viene akumizzata da Papillon in Piantagrane, potendo così passare da tangibile a intangibile semplicemente cliccando sul pulsante della sua penna. Marinette e Adrien vedendo i guai paranormali in TV si trasformano e combattono ma sono in seria difficoltà. All'improvviso Piantagrane spunta alle spalle di Ladybug e riesce a toglierle un orecchino, ma Chat Noir la distrae nel tentativo di distruggere la penna con il Cataclisma, permettendo così a Ladybug di recuperare l'orecchino e rimetterselo un attimo prima che il costume scompaia del tutto, rischiando di rivelare la sua identità, poi usa il Lucky Charm, dal quale ottiene un piatto rotto a metà che poi incolla. Il combattimento continua nella camera di Marinette, dove Piantagrane sta per togliere di nuovo gli orecchini a Ladybug, ma quest'ultima riesce a buttare contro il muro il piatto, rompendolo. Così le dita di Piantagrane rimangono incollate agli orecchini di Ladybug e Chat Noir può intervenire con il Cataclisma, distruggendo la penna e liberando così l'Akuma che Ladybug la purifica e facendo tornare tutto alla normalità; Penny viene abbracciata da Jagged. Il giorno dopo Marinette e Adrien discutono a scuola molto imbarazzatamente sulle foto di quest'ultimo nella sua camera per poi chiarire tutto, dicendo che ama la moda; Adrien la invita a venire al suo prossimo servizio fotografico, dicendole che gli avrebbe fatto piacere la sua compagnia e lei, balbettando, riesce ad accettare.

## Gorizilla
- Titolo originale: Gorizilla
- Scritto da: Thomas Astruc, Matthieu Choquet, Mélanie Duval e Sébastien Thibaudeau
- Storyboard: Benoît Boucher

### Trama
Adrien vorrebbe chiedere al padre di andare al cinema per vedere un film introvabile chiamato Solitude, dove sua madre era la protagonista, ma non riesce a dirlo, perché suo padre dice che è impegnato. Gabriel, guardando dei video su Chat Noir e suo figlio sospetta che i due siano la stessa persona, dopo aver notato la somiglianza dei loro anelli, quindi entra in camera sua per chiarire la situazione, ma Adrien è scappato di nascosto, quindi Gabriel manda Placide, la guardia del corpo a cercarlo. A causa di un nuovo spot girato, Adrien è perseguitato dai fan, soprattutto da un ragazzo vestito come lui di nome Wayhem. Adrien incontra Marinette che stava andando in piscina con le sue amiche, e anche lei viene costretta fuggire dai fan, perché pensano siano fidanzati. I due scappano per tutta la città, seguiti dai fan e da Placide: quest'ultimo prende multe dall'agente Roger per avere parcheggiato davanti a un ingresso della metropolitana e per altri svariati inutili motivi. Gabriel intanto si trasforma in Papillon e gli manda un messaggio audio, dove rimprovera Placide per non aver ancora trovato Adrien in modo da akumizzarlo in Gorizilla (una specie di King Kong blu con la fusione del nome Godzilla), Adrien e Marinette raggiungono il cinema nascondendosi il volto, e iniziano a guardare il film, ma i fan lo raggiungono e anche Gorizilla, che grazie al suo olfatto ha trovato Adrien. Quindi Marinette si trasforma in Ladybug e va a soccorrerlo. Gorizilla è sulla cima della Tour Montparnasse con Adrien nelle sue enormi mani; Ladybug riesce a liberarlo e poi lui si butta dal palazzo su ordine di lei, ma quando quest'ultima tenta di prenderlo, Gorizilla la afferra, Papillon aspetta che il figlio si trasformi, ma lui non lo fa, perché la gente che stava assistendo all'evento avrebbe scoperto la sua identità segreta. Quindi Gorizilla libera Ladybug per ordine di Papillon, spaventato per l'incolumità del figlio. Poco dopo Adrien con l'aiuto di Wayhem, che gli chiede se può fingersi lui, in modo da trasformarsi in Chat Noir, Gabriel a questo punto smette di credere che siano la stessa persona. Insieme con Ladybug i due supereroi scoffingono Gorizilla liberando la sua Akuma. A fine scontro le amiche di Marinette la chiamano per raggiungerla in piscina e Adrien dopo aver dato la sua e-mail a Wayhem vede il film che voleva vedere con il padre. Nella scena finale viene mostrata una cripta segreta sotto la villa.

## Sirena
- Titolo originale: Syren
- Scritto da: Thomas Astruc, Fred Lenoir, Mélanie Duval e Sébastien Thibaudeau
- Storyboard: Benoît Boucher

### Trama
Ladybug, Chat Noir e Volpe Rossa collaborano per fermare degli animali fuggiti dallo zoo, riuscendo a catturarli. Chat Noir inizia a irritarsi di ciò che Ladybug gli nasconde, come l'identità di Volpe Rossa (da cui lei si fa restituire il Miraculous) e della persona che lei incontra occasionalmente (cioè il maestro Fu). Neanche interrogando inutilmente Plagg riesce a sapere di più. Poco prima Kim si trovava in piscina con una sua compagna di allenamenti, Ondine, la quale è segretamente innamorata di lui, e causa della delusione per non riuscirglielo a confessare viene akumizzata da Papillon in Sirena, la quale inonda l'intera Parigi con le sue lacrime e rapisce Kim per stare con lui, dandogli la capacità di farlo respirare anche sott'acqua. Marinette capisce che deve chiedere aiuto al maestro Fu, in quanto sta preparando delle speciali pozioni che donano poteri nuovi grazie al grimorio sui Miraculous. Sfortunatamente Fu non riesce a finire la pozione sui poteri, in quanto non capisce un ingrediente che serve quasi a tutte, una lacrima di gioia, Marinette intuisce di che cosa si tratti e riescono a concludere la pozione facendo ridere il maestro Fu, fino a farlo "piangere", la pozione viene data da bere a Tikki trasformandola in Aqua-Tikki. Marinette si trasforma in Aqua Bug, con un nuovo costume e nuove abilità, raggiunge Kim, nel frattempo Adrien, stufo dei segreti di Ladybug gli tiene nascosti, quasi decide di rinunciare al suo Miraculous sebbene Plagg cerchi di farlo desistere, quando appare all'improvviso il maestro Fu che dona anche a lui il nuovo potere, diventando Plagg in Aqua Plagg e Adrien in Aqua Noir, così che possa aiutare Ladybug. I due supereroi riescono a salvare Kim e Sirena viene deakumizzata, riportando tutto alla normalità; nel finale Kim chiede ad Ondine un appuntamento al cinema, dopo aver scoperto i suoi sentimenti per lui. Il maestro Fu dà a Marinette 7 pozioni di colore diverso che la ragazza trasforma in macarons. In seguito il maestro Fu si reca a casa di Adrien come supplente dell'insegnante di cinese. Rimasti soli in camera del ragazzo, Plagg gli presenta finalmente il guardiano dei Miraculous, che dona anche a lui le nuove pozioni, in forma di piccole fette di camembert. Nel frattempo Gabriel, dopo aver assistito ai poteri dei suoi due nemici, vuole sapere da Nooroo come ottenere i nuovi poteri, ma quest'ultimo gli rivela che i Kwami non sanno nulla e che non sanno decifrare il grimorio sui Miraculous, in quanto solo un guardiano può farlo, Gabriel giura di riuscire a trovarlo.

## Zombacino
- Titolo originale: Zombizou
- Scritto da: Thomas Astruc e Wilfried Pain
- Storyboard: Wilfried Pain

### Trama
È il compleanno della professoressa Bustier e tutta la classe partecipa con regali, eccetto Chloé che come al solito l'ha dimenticato. Invidiosa dei loro regali, soprattutto quello di Marinette che è una borsettina del trucco con una bella frase che contiene un lucidalabbra, Chloé lo rovina, provocandone la collera della ragazza quando l'insegnante lo apre. Papillon cerca di sfruttare la rabbia di Marinette per akumizzarla, ma quest'ultima con le parole della sua insegnante, si calma, Caline si accorge dell'Akuma e presa dalla paura cerca di proteggere Marinette dall'akumizzazione, che però attira l'attenzione di Papillon, nonostante l'insegnante abbia lanciato il lucidalabbra contro l'Akuma, viene sotto il controllo di Papillon. Caline cerca di reagire, ma Papillon la corrompe dicendole che non intende fare del male alle persone, ma portare amore in tutto il mondo e lei cede trasformandosi in Zombacino, che costringe le persone ad amarsi, abbracciarsi e baciarsi in una sorta di trance. Essendo il suo obbiettivo Chloé, Zombacino tenta di infettarla, trasformando chiunque incontri in uno zombie con il potere di contaminare chiunque con un bacio. Ladybug e Chat Noir cercano di salvare i loro compagni di classe, inclusa Chloé. Mentre Ladybug cerca Chloé, Zombacino contamina l'intera Parigi, i ragazzi con l'aiuto dei due supereroi riescono a fuggire ma ben presto ad uno a uno finiscono tutti contagiati; anche Chat Noir e la stessa Chloé si sacrificano affinché Ladybug li salvi. Ladybug riesce ad annullare i poteri di Zombacino con il suo Lucky Charm a forma di uno struccante, costringendo Zombacino a prendere il suo rossetto akumizzato e sottrarglielo per purificare l'Akuma e far ritornare tutto alla normalità. Caline pensa di essere una persona terribile per essersi fatta akumizzare, ma Chloé si fa avanti e si scusa con la sua insegnante, confessando di essersi dimenticata del suo compleanno e di essere stata gelosa perché tutti gli altri le hanno fatto un regalo e quindi di aver rovinato il regalo di Marinette, la professoressa non rimprovera Chloé, ma le dice che le sue parole sono il regalo più bello che le potesse fare e la abbraccia teneramente. Il giorno dopo in classe Chloé dice ad Alya di aver aiutato Ladybug, ma lei non ci crede e poi arriva Marinette che conferma il suo racconto, poco prima che la professoressa entri in classe anche Chloé le fa un regalo che lascia sulla cattedra.

## Regina della Moda (La Battaglia delle Regine - parte 1)
- Titolo originale: Style Queen (Le combat des Reines - 1ère partie)
- Scritto da: Thomas Astruc, Matthieu Choquet, Fred Lenoir e Sébastien Thibaudeau
- Storyboard: Jun Violet

### Trama
Al Grand Palais è stata organizzata da Gabriel Agreste una sfilata di moda su suo figlio, alla quale saranno presenti anche delle celebrità e Adrien sfilerà indossando una bombetta con piume di piccione sintetiche, dato che a quelle vere è allergico, la bombetta era stata creata da Marinette, che stata giudicata da Gabriel in un concorso scolastico per stilisti. Per l'occasione, Audrey Bourgeois, famosa critica di moda nonché madre di Chloé, torna a Parigi per assistere anche a lei alla sfilata. Gabriel, volendola far arrabbiare in quanto ha intenzione di trasformare la donna nel suo "capolavoro", fa sapere a Audrey tramite Nathalie che per lei è stato riservato un posto solamente in seconda fila, facendola infuriare. Gabriel, dopo aver lasciato dei fiori sopra alla capsula contenente il corpo in coma magico di sua moglie Émilie Graham De Vanily Agreste nella cripta sotterranea, procede nell'akumizzare Audrey in Regina della Moda, con il potere di trasformare le persone e gli oggetti in statue di glitter dorate. Regina della Moda, irrompe all'inizio della sfilata e trasforma Adrien in una statua, dopo che si rende conto che Gabriel, di cui intende vendicarsi, non si trova lì. Papillon, comincia a preoccuparsi estremamente per il figlio, ma determinato ad ottenere i Miraculous per poter salvare sia lui che la moglie. Marinette, senza la presenza di Chat Noir, si reca dal maestro Fu, conoscendo Plagg, che inventa una scusa per giustificare l'assenza del suo partner e vorrebbe aiutare Ladybug personalmente, ma il maestro Fu glielo vieta ricordandogli che il potere di un Kwami è troppo pericoloso senza un portatore, dato che in passato ha causato guai catastrofici. Per aiutarla Fu le concede di scegliere un nuovo alleato e questa volta sceglie di prendere con sé il Miraculous dell'Ape che ha la forma di un pettinino con un'ape ricamata, il Miraculous in questione ha il potere di paralizzare chiunque. Una volta tornata sulla Tour Eiffel, dove si trovano Regina della Moda e Chloé, quest'ultima viene colpita dai suoi poteri, a Ladybug le cade il Miraculous dell'Ape che voleva consegnare alla sua migliore amica Alya, che viene trasformata anche lei in una statua. A questo punto, evoca il Lucky Charm a forma di colla che si è rivelato poco efficace contro Regina dela Moda, poi arriva Plagg a salvarla, e la potenza del suo Cataclisma rischia di distruggere mezza città. Tuttavia, grazie a lui, Ladybug riesce a sconfiggere Regina della Moda e ad annullare i danni creati dal Cataclisma. Dopo lo scontro, Papillon, affranto dal fallimento e dall'aver messo in serio pericolo la vita di suo figlio, comincia a pensare all'idea di abbandonare la sua missione. Intanto, Marinette deve ritrovare il Miraculous smarrito prima che sia troppo tardi, però, il padre le impedisce di andare, trattenendola alla sfilata di Gabriel Agreste. Chloé trova il Miraculous smarrito, e una volta arrivata nella sua stanza lo apre, rimanendo sorpresa nel vedere il Kwami Pollen.

## Vespa Regina (La Battaglia delle Regine - parte 2)
- Titolo originale: Queen Wasp (Le combat des Reines - 2ème partie)
- Scritto da: Thomas Astruc, Matthieu Choquet, Fred Lenoir e Sébastien Thibaudeau
- Storyboard: Wilfried Pain

### Trama
Affranto dal fallimento di Regina della Moda, Gabriel si scusa con Émilie per non essere in grado di mantenere la sua promessa, avendo messo in pericolo il figlio, decidendo di rinunciare al suo potere e far ritornare Nooroo nel Miraculous della Farfalla. La sfilata riprende per interrompersi con l'arrivo inaspettato di Gabriel che si presenta per la prima volta al pubblico dopo la scomparsa della moglie, e abbraccia il figlio. A fine sfilata, Audrey si accorge che il cappello di Adrien non è del marchio Agreste e quando viene a sapere che l'autrice del capolavoro è Marinette le offre la possibilità di andare con lei a New York, per farla diventare una stilista di successo, causando la rabbia di Chloé, che si trasforma davanti a tutti in Queen Bee, per dimostrare quanto sia eccezionale. Queen Bee, nel tentativo di fare qualche azione eroica, finisce per abusare dei suoi poteri e creare una situazione pericolosa che neanche lei stessa riesce a gestire, mettendo in pericolo i passeggeri di una metropolitana che viene salvato solo grazie a Ladybug e Chat Noir, che espongono l'irresponsabilità di Queen Bee e richiedono il suo Miraculous, ma quest'ultima fugge via, dopo essere stata disprezzata dalla madre. Gabriel nel frattempo decide di tornare a essere Papillon vedendo in Queen Bee un'altra occasione e approfitta della delusione della ragazza per akumizzarla in Queen Wasp, infettando il suo Miraculous con l'Akuma. Ladybug e Chat Noir affrontano Queen Wasp, che gli scaglia contro le sue vespe per avere i Miraculous, i due supereroi riescono a spingere Queen Wasp dentro la Senna dove le vespe non possono andare, permettendo a Chat Noir di distruggere il Miraculous con il suo Cataclisma liberando l'Akuma; poi Ladybug la purifica, riparando in seguito il Miraculous dell'Ape. Ancora una volta Ladybug chiede a Chloé di restituire il Miraculous ma quest'ultima chiede di avere una seconda possibilità, Ladybug e Chat Noir la convincono a restituirlo. Infine Chloé si incontra con la madre, che Marinette riesce a metterle in sintonia rivelando la vera natura di Chloé che si rivela essere come la madre. Così Audrey decide di restare con la figlia a Parigi.
- Il titolo in italiano è stato erroneamente chiamato Vespa Regina, anziché Queen Wasp.

## Befana
- Titolo originale: La Béfana
- Scritto da: Thomas Astruc, Mélanie Duval e Sébastien Thibaudeau
- Storyboard: Benoît Boucher

### Trama
È il 14º compleanno di Marinette, per l'occasione Tikki le regala un Kwagatama, ma la ragazza è distratta dal sapere come funziona il regalo dato da Tikki, perché aspetta impazientemente una chiamata da Alya dato che sa che le ha organizzato una festa a sorpresa, anche se Marinette fa finta di non saperlo. La nonna italiana paterna, Gina Bianchi, viene a trovare la famiglia Dupain-Cheng per festeggiare il compleanno della nipote, l'arrivo inatteso però sorprende Marinette, la quale peraltro non è più la bambina che la nonna ricordava, infatti le ha regalato una maglia molto piccola e delle caramelle della Befana che adorava ma ora non più. Marinette e la nonna passano una giornata assieme, sulle giostre e allo zoo. Mentre mangiano un gelato arriva la chiamata tanto attesa e Marinette se ne va alla festa. Gina torna a casa triste e nota che Marinette ha rifiutato tutte le caramelle. Papillon approfitta della sua delusione e l'akumizza in Befana. I compagni di classe di Marinette hanno incominciato la festa, che viene interrotta da Befana, che trasforma le persone in angeli o in statue di carbone a seconda del loro comportamento. A quel punto compare Chat Noir, che porta al sicuro Marinette sulla Tour Eiffel e poi si trasforma. Dopo un breve combattimento Ladybug riesce a trasformare Befana in carbone facendola colpire dai suoi stessi poteri. Marinette, risolto tutto, riceve un regalo da Adrien: un portafortuna creato da lui stesso, come quello che Marinette gli ha regalato quella volta che doveva partecipare a una gara scolastica di videogiochi, e trasforma il regalo di Tikki in una collana e quello di Gina in una borsetta.

## Inverso
- Titolo originale: Inverso
- Scritto da: Thomas Astruc e Fred Lenoir
- Storyboard: Benoît Boucher

### Trama
Marinette porta nell'aula d'arte Marc Anciel, uno studente della sua scuola che ama scrivere storie ispirate dai disegni che trova sul sito dell'istituto. Marinette decide di farlo collaborare con Nathaniel, in modo da realizzare un fumetto dato che é bravo a disegnare ma non a scrivere storie. Marinette organizza un incontro per far incontrare i due ragazzi, facendo leggere le storie di Marc a Nathaniel, ma quest'ultimo pensa che sia il notebook dei pensieri di Ladybug, infatti a causa del suo grosso fraintendimento tratta male Marc e gli strappa il notebook e se ne va, lasciando Marc sconvolto. Papillon sentendo le sue emozioni negative lo akumizza in Inverso, un supercattivo con il potere di invertire la personalità delle persone che colpisce con i suoi aeroplanini di carta. Ladybug e Chat Noir vengono colpiti, diventando una imbranata e l'altro fifone. Inverso é alla ricerca di Marinette e Nathaniel, che lui considera i responsabili di ciò che gli è successo, quindi inverte la personalità di chiunque incontri, fino a che colpisce il sindaco e quest'ultimo che voleva fare una discarica nello spazio, incomincia a tracciare la rotta sulla loro città. Nonostante la loro situazione, Ladybug e Chat Noir vengono aiutati da Nathaniel e Alix, riuscendo a ideare un piano e ad avvicinarsi abbastanza da distruggere con il Cataclisma di Chat Noir l'aereo di Inverso, suo oggetto akumizzato. A questo punto Ladybug può catturare l'Akuma e usare il Miraculous Ladybug per riportare tutto alla normalità. Nathaniel su consiglio di Ladybug si scusa con Marc, e tempo dopo pubblicano così un fumetto su Ladybug e Chat Noir, dedicando il primo capitolo a Marinette che riscuote un successo notevole.

## Frozer
- Titolo originale: Le Patineur
- Scritto da: Thomas Astruc, Fred Lenoir, Mélanie Duval e Sébastien Thibaudeau
- Storyboard: Jérémy Paoletti

### Trama
Ladybug e Chat Noir salvano la vita ad un uomo spericolato che voleva fare un gesto romantico con il deltaplano, Chat Noir cerca di fare la stessa cosa con Ladybug, ma si accorge di aver sognato a occhi aperti quando aveva rivelato la sua identità. Affranto dal fatto che lei abbia ancora una volta rifiutato il suo amore, Adrien decide di dare un’opportunità a Katami, regalandole la rosa che avrebbe voluto donare a Ladybug. Allora decide di chiedere consiglio proprio a Marinette per sapere come relazionarsi meglio con Katami, e lei finisce per consigliargli casualmente di invitarla a pattinare sul ghiaccio, proposta che Adrien accetta, ma a patto che venga anche Marinette per avere qualcuno che possa aiutarlo. Quest'ultima a sua volta invita Luka con lei, così i quattro si ritrovano insieme a pattinare. Sugli spalti si trovano anche il sindaco Bourgeois e il pattinatore professionista Philippe, quest'ultimo riceve l'ordine di chiudere la sua pista di pattinaggio, dato che non si era iscritto nessuno. Vedendo i ragazzi pattinare, il sindaco gli offre la possibilità di lasciare aperta la pista se riesce a far iscrivere almeno uno dei ragazzi, ma fallisce. Stando così le cose, il sindaco decide che chiuderà la pista quella stessa sera, lasciando Philippe in preda alla disperazione, emozione che viene percepita da Papillon, il quale lo akumizza in Frozer, un pattinatore capace di congelare qualunque cosa tocchi con i suoi pattini, ghiacciando l'intera città. Adrien e Marinette usano i potenziamenti fornitegli dal maestro Fu per far acquisire ai Kwami e ai loro poteri glaciali, diventando Lady Ice e Glacial Noir. Inizialmente quest'ultimo non vuole collaborare con lei a causa di ciò che è accaduto quando Ladybug aveva rifiutato la sua richiesta, ma di fronte alla minaccia dell'akumizzato, cambia idea e attacca Frozer in sincronia con Lady Ice, riuscendo a distruggere le lame dei pattini dell'akumizzato, per poi purificare l'Akuma e riporta tutto alla normalità. Dopo lo scontro Adrien sfrutta la sua popolarità per aiutare Philippe e si fa un selfie con lui, pubblicandolo sui social in modo che i suoi fan diventino i suoi allievi e salvare così la pista di pattinaggio, infatti, pochi istanti dopo, viene assalito da ragazzi che vogliono imparare da lui l'arte del pattinaggio. Marinette ha deciso di rivelare ad Adrien i suoi sentimenti, ma finisce per sognare la scena ad occhi aperti e quando riprende il controllo cambia discorso.
- Guest star: Philippe Candeloro.[5]

## Frightningale
- Titolo originale: Rossignoble
- Scritto da: Thomas Astruc, Fred Lenoir, Matthieu Choquet e Sébastien Thibaudeau
- Storyboard: Christelle Abgrall e Jérémy Paoletti

### Trama
La famosa cantante Clara Nightingale annuncia in TV che il suo prossimo video-clip si chiamerà Miraculous e avrà per tema i supereroi di Parigi: Ladybug e Chat Noir, Clara comunica che cerca qualcuno che impersoni la supereroina. Marinette e le sue amiche si recano ai provini al Grand Palais per fare le comparse, visto che Marinette pensa che con il costume e la maschera la riconoscerebbero come la vera Ladybug. Adrien è costretto da suo padre a recitare nel ruolo di Chat Noir poiché Clara è una collega e potenziale cliente di Gabriel. Intanto i provini per prendere il ruolo di Ladybug hanno inizio, ma nessuna delle persone lo supera, allora Clara finge di cadere vicino alla fila delle comparse, in modo che la persona che l'aiuti avrà il ruolo di Ladybug, e Marinette va in suo soccorso e Clara per la bontà della ragazza le assegna il ruolo della supereroina. Inizialmente Marinette rifiuta perché vorrebbe fare il video insieme alle sue amiche, fino a quando sopraggiunge Chloé, vestita da Ladybug, che dimostra il suo talento danzante lasciando tutti sbalorditi, e Marinette decide di accettare il ruolo di Ladybug per non vederla con Adrien. Marinette indossa il costume di Ladybug nel camerino senza maschera, che mette fra gli asciugamani in cui prima dell'inizio dei provini Adrien ha messo la sua maschera. Durante vari scatti ai due, Marinette e Adrien vengono costretti a indossare le maschere ritrovate da un assistente, ma un attimo prima di indossarle arriva il sindaco, il quale è stato costretto dalla figlia a trovare un modo di annullare il video-clip e informa Clara che per motivi burocratici non può fare il video-clip e Chloé si prende gioco della cantante. Clara scoppiando in lacrime scappa nel suo camerino: il suo dolore viene percepito da Papillon, che l'akumizza in Frightningale. Con il suo microfono magico può trasformare le persone in statue se non cantano, ballano o rimano. Ladybug e Chat Noir combattono contro di lei ma anche loro vengono contaminati, come tante altre persone, dal potere di Frightningale. Ladybug scopre che per non restare pietrificati, lei e Chat Noir devono seguire le sue regole. Ladybug in difficoltà usa il Lucky Charm che gli dà delle manette, con cui i due si ammanettano e si muovono in sincronia come se fossero una persona sola, liberando così l'Akuma e riportando tutto alla normalità. A fine scontro Ladybug gli dà un consiglio per il suo video-clip, al quale gli abitanti della città prenderanno parte, ballando mentre indossano solo le maschere di Ladybug e Chat Noir.

## Il Bambino-Sabbia
- Titolo originale: Le Marchand de Sable
- Scritto da: Thomas Astruc, Fred Lenoir, Mélanie Duval e Sébastien Thibaudeau
- Storyboard: Jun Violet

### Trama
È il 3500º ciclo del Kwami Nooroo, e Tikki e Plagg hanno l'unica occasione di comunicare con lui per poterlo trovare e salvarlo dal controllo di Papillon, dato che il giorno di un ciclo di un Kwami, essi possono comunicare tra di loro anche se sono lontani e che un ciclo di un Kwami dura svariati anni umani. Quindi mentre Marinette lascia il permesso a Tikki di andare, Plagg se ne va senza avvertire Adrien, entrambi i Kwami si recano a casa del maestro Fu ed entrano nella Miracle Box, contenente una sorta di dimensione in cui si trovano tutti gli altri 14 Kwami. Nooroo intanto chiede a Gabriel un po' di libertà per il suo ciclo, ma lui glielo nega, soprattutto quando si accorge grazie al suo Miraculous che qualcuno sta provando delle emozioni negative, liberando perciò un'Akuma. L'akumizzato, il Bambino di Sabbia, fa prendere vita a tutti gli incubi in città, compresi Marinette e Adrien, che si ritrovano in difficoltà senza i loro Kwami. Intanto i Kwami tentano di contattare Nooroo, ma non ci riescono. Allora Wayzz, che stava facendo la guardia (se qualcuno venisse akumizzato avrebbe avvertito Tikki e Plagg), si unisce a loro, ma finiscono invece per comunicare con Papillon, in quanto il suo Kwami sta dando energia al Miraculous della Farfalla e interrompono il contatto. Tikki e Plagg ritornano dai loro padroni e li aiutano a trasformarsi per combattere il Bambino di Sabbia. Anche se lui materializza gli incubi dei due eroi, Ladybug perde i suoi poteri e il suo Lucky Charm viene annullato e a Chat Noir gli compare una Ladybug che lo odia e che gli scaglia contro un violento Lucky Charm a forma di un'enorme spada, la vera Ladybug riesce comunque a prendere una scaglia dell'altro Lucky Charm e con l'aiuto di Chat Noir, tranciano il cuscino; suo oggetto akumizzato e riportando tutto alla normalità e facendo ritornare il Bambino di Sabbia, che era solo un bambino akumizzato dopo aver fatto un incubo dopo aver visto un film pauroso. Alla fine Gabriel Agreste, scopre che il guardiano vive sulla riva est della Senna e ha intenzione di impossessarsi di tutti gli altri Miraculous per avere poteri illimitati.
- Il titolo italiano è stato erroneamente chiamato Il Bambino-Sabbia, anziché Sandboy.

## Anansi - Il Ragno
- Titolo originale: Anansi
- Scritto da: Thomas Astruc, Fred Lenoir, Mélanie Duval e Sébastien Thibaudeau
- Storyboard: Benoît Boucher

### Trama
Alya, Nino, Marinette e Adrien (quest'ultimo collegato da un cellulare), vorrebbero andare sulla Grand Roue per vedere i fuochi d'artificio che vengono proiettati al Place de la Concorde, ma Nora la sorella maggiore di Alya, proibisce alla sorella di andarci per via degli akumizzati. Allora Nino affronta Nora che si fa chiamare con il soprannome di Anansi, a braccio di ferro, se avesse vinto Alya sarebbe venuta con loro, però Nora è troppo forte e allora Marinette la distrae per aiutare Nino a vincere. Dopo essere andati via Nora viene akumizzata da Papillon in Anansi, un'enorme donna ragno, la quale rapisce la sorella Intrappolandola con le ragnatele sull'Arco di Trionfo. Adrien e Marinette si trasformano, ma le cose si complicano quando anche Chat Noir, come Alya, rimane intrappolato nella ragnatela di Anansi, mentre Nino cerca di controbatterla con il bastone di Chat Noir per impedirle di prendere il Miraculous di quest'ultimo. Marinette, sotto consiglio del Lucky Charm a forma di una candela cubica, si reca dal maestro Fu, che le mostra i Miraculous che può utilizzare, Marinette, capendo che le serve il potere della Protezione, chiede a Fu di prendere il Miraculous che lui indossa che ha la forma di un bracciale con una pietra ricamata con il guscio di una tartaruga. Nino intanto è riuscito a tenere testa ad Anansi, ma viene scaraventato via; Ladybug lo salva e gli dà il Miraculous della Tartaruga e, grazie a Wayzz, Nino diventa il supereroe Carapace. Collaborando, i due riescono a salvare Alya e Chat Noir, e col Cataclisma di quest'ultimo, distruggono il casco di Nora, purificando l'Akuma. Nino riconsegna il Miraculous a Ladybug e più tardi Alya, Nora, Marinette e Nino si riuniscono, Alya sembra sapere, che era Nino il supereroe che l'ha salvata mentre Papillon afferma che Ladybug si sta facendo degli alleati, ma presto si sarebbe sopraffatta. Il prossimo week-end i tre ragazzi insieme a Nora vanno a pattinare sul ghiaccio.
- Il titolo dell'episodio in italiano doveva chiamarsi semplicemente Anansi.

## Malediktor
- Titolo originale: Maledikteur
- Scritto da: Thomas Astruc, Matthieu Choquet, Fred Lenoir e Sébastien Thibaudeau
- Storyboard: Benoît Boucher

### Trama
Chloé, dopo essersi sentita presa in giro da Marinette e dal resto della sua classe per la sua intervista in cui si è vestita da Queen Bee e Ladybug, per fare un compito sulle persone importanti per la Francia, lei si arrabbia, e Audrey decide di portarla con sé a New York, con la felicità della scuola ad eccezione di Adrien. André tenta di convincere la figlia e la moglie a rimanere, ma le due non lo ascoltano. Allora Papillon lo akumizza in Malediktor, con il potere di creare delle bolle dorate che portano tutti coloro che ne vengono colpiti a ubbidirgli ad ogni cosa che lui ordina. Malediktor raggiunge la scuola dove colpisce molte persone con i suoi poteri e si scontra con Ladybug e Chat Noir ma nel farlo Chat Noir viene preso sotto il suo controllo facendolo comportare come un gatto. Marinette sotto il consiglio del suo Lucky Charm va dal maestro Fu e prende il Miraculous dell’Ape che decide di donare a Chloé, arrivata all'hotel Chloé si stava nascondendo, riesce a farsi rivelare tutta la verità che c'è dietro l'akumizzazione del sindaco e Chloé pentita e dispiaciuta ammette non solo che è stata lei a ferire i sentimenti del padre, ma anche che aveva deciso di partire, perché a Parigi non ha amici e si sente inutile. Avendo capito che in fondo la sua compagna di classe non è perfida come sembra, Ladybug le affida il Miraculous dell'Ape diventando nuovamente Queen Bee. A questo punto entrambe le eroine si dirigono al municipio, dove Malediktor ha intanto sottomesso dei poliziotti, trasformandoli nella sua guardia personale: Ladybug evoca il Lucky Charm dal quale esce un enorme bazooka di precisione con un laser facendo capire che deve trattare Chat Noir come un vero gatto, attirandolo sulle guardie per sconfiggerle e lasciare Malediktor senza difensori. Intanto Queen Bee usa il suo potere Veleno e immobilizza suo padre, liberandolo dal potere dell'Akuma e tutte le altre persone da lui incantate, dopo aver ringraziato Ladybug, Chloé restituisce il Miraculous e si riunisce con i suoi genitori. Il giorno seguente Marinette porta Chloé a scuola per una festa in onore di Queen Bee.

## Babbo Mostro
- Titolo originale: Pire Noël
- Scritto da: Thomas Astruc, Fred Lenoir e Sébastian Thibaudeau
- Storyboard: Jun Violet, Christelle Abgrall, Wilfried Pain e Benoît Boucher
- Storia: Jeremy Zag
- Canzoni composte: Fred Lenoir e Noam Kaniel
- Testi delle canzoni: Fred Lenoir

### Trama
Marinette, dopo aver dato dei regali ai suoi compagni di classe nella pasticceria, dà a Placide il regalo di Natale per Adrien che contiene un cappello natalizio. Quest'ultimo però è molto triste perché sta per passare il suo primo Natale senza la madre, pensando che suo padre non gliene importi nulla scappa di casa nelle vesti di Chat Noir. Gabriel pensa che il figlio sia stato rapito e dice a Nathalie e a Placide di allertare la polizia, e tutti i suoi compagni di classe, che iniziano a cercarlo per Parigi. Adrien nel frattempo conosce un uomo travestito da Babbo Natale. Quest'ultimo lo convince a tornare a casa, e riceve l'invito del ragazzo di passare la sera di Natale a casa sua e gli porge il suo regalo, dato che il cappello dell'uomo era fradicio; Gabriel però pensa che l'uomo sia un mendicante, ma prima che Adrien spiegasse la situazione, Ladybug lo assale credendo che sia un supercattivo, l'uomo si offende e si arrabbia con Ladybug. Papillon allora lo akumizza per davvero, trasformandolo in Babbo Mostro e i suoi cavalli da slitta in renne mostruose, seminando orribili regali mostruosi. Dopo aver combattuto sulla sua slitta volante, Ladybug e Chat Noir riescono ad attirarlo in una trappola con un regalo e lo sconfiggono. Poco dopo l'uomo vestito da Babbo Natale, i compagni di classe e i genitori di alcuni di loro che erano scesi in strada a cercare Adrien, vengono invitati da Nathalie e Gabriel Agreste per il cenone natalizio.

## Catalyst (Il Giorno degli Eroi - parte 1)
- Titolo originale: Catalyste (Le Jour des Héros - 1ère partie)
- Scritto da: Thomas Astruc, Matthieu Choquet, Fred Lenoir, Mélanie Duval e Sébastien Thibaudeau
- Storyboard: Jun Violet e Jérémy Paoletti

### Trama
A Parigi si festeggia il Giorno degli Eroi ed è di buon auspicio che tutti facciano una buona azione, a causa dei suoi impegni di Ladybug, Marinette non riesce a fare una buona azione degna di nota e inventa una bugia: sta organizzando una degustazione di dolci per tutta la classe quella sera. Presto dovrà pentirsi della bugia. Intanto Gabriel Agreste, volendo attuare un piano previsto da molto tempo per sconfiggere Ladybug e Chat Noir, riakumizza Lila Rossi che stava facendo credere alla scuola di essere fuori paese, quindi Lila diventa Volpina, la quale crea l'illusione di una Ladybug akumizzata fedele a Papillon che uccide Chat Noir usando il suo stesso Cataclisma, gettando la città nella disperazione. Papillon così fa tornare normale Lila e akumizza poi la sua assistente Nathalie e la trasforma in una supercattiva di nome Catalyst, una catalizzatrice di poteri, che rende più potente Papillon e lo trasforma in Scarlet Moth, il quale crea centinaia di Akuma per mandarle in tutta Parigi. Le nuove Akuma si dirigono in ogni angolo della città, infettando tutti coloro che provano sentimenti negativi, trasformandoli nelle loro forme akumizzate, ma dal colore scarlatto. Marinette dopo aver deakumizzato Invisibile nelle vesti di Ladybug, decide di chiedere al maestro Fu, i Miraculous della Volpe, della Tartaruga e dell’Ape per ridarli ai loro possessori affinché fermino questa nuova minaccia. Anche Adrien si trasforma e poco dopo si dirige da Ladybug, che gli affida il Miraculous dell'Ape per darlo a Chloé, mentre Ladybug si reca a scuola e consegna i Miraculous della Volpe e della Tartaruga ad Alya e Nino, rivelando a ognuno dei due l'identità dell'altro, anche se Alya sapeva che Nino era Carapace. Intanto Scarlet Moth si mostra di persona in tv assieme a tutti i cattivi ritornati, fra cui: Mimo, Horrificator, Cuore di Pietra, Animan, Gamer, Principessa Fragranza, Dark Cupido, Darkblade, Chronogirl, Faraone, Tempestosa, Rogercop, Chittarrik, Fang Drago, Gelatone, Gigantitan, Gorizilla, Risposta, Frightningale, Frozer, Sirena, Orsaccio, Regina delle Notizie, Regina della Moda e Malediktor. Giungono in tempo Ladybug con Volpe Rossa, Carapace, Chat Noir e Queen Bee, che si preparano ad affrontare i cattivi akumizzati.

## Mayura (Il Giorno degli Eroi - parte 2)
- Titolo originale: Mayura (Le Jour des Héros - 2ème partie)
- Scritto da: Thomas Astruc, Matthieu Choquet, Fred Lenoir, Mélanie Duval e Sébastien Thibaudeau
- Storyboard: Jun Violet e Benoît Boucher

### Trama
I cinque supereroi iniziano la battaglia contro l'esercito akumizzato di Scarlet Moth, dove gli eroi sembrano avere la meglio, deakumizzando alcuni di loro, tuttavia Scarlet Moth usa Dark Cupido e le sue frecce per diffondere sentimenti negativi e far riakumizzare le persone. Ben presto anche Volpe Rossa, Carapace e Queen Bee finiscono akumizzati in Volpe Rabbiosa, Caraguerra e Queen Wasp; a questo punto Ladybug e Chat Noir si trovano in difficoltà e sono costretti a ritirarsi, fuggendo nelle fogne con i loro potenziamenti acquatici. Dopo aver deakumizzato Animan e Sirena, Ladybug e Chat Noir vengono aiutati dai civili, permettendo a Ladybug e Chat Noir di arrivare alla Tour Eiffel per combattere contro Scarlet Moth. Scarlet Moth tenta di usare le illusioni di Volpina e le frecce di Dark Cupido per akumizzarli, ma Ladybug si accorge della trappola e iniziano a combattere contro di lui, riuscendo a distruggere il suo scettro e ritorna ad essere Papillon, annullando i poteri di Catalyst. Ma Papillon dimostra di essere più forte di loro e quando sta per sconfiggerli, intervengono Queen Bee, Volpe Rossa e Carapace; a questo punto Catalyst rinuncia alla sua Akuma e per aiutare Papillon prende il Miraculous del Pavone, trasformandosi in Mayura e con i suoi poteri crea un Sentimostro per Papillon ossia un'enorme falena mostruosa, e Papilon approfitta del trambusto riuscendo a scappare e a ritrasformarsi, e Ladybug riporta Parigi alla normalità. Dopo la battaglia Gabriel "rimprovera" Nathalie per aver usato il Miraculous del Pavone che era danneggiato, ma poi la ringrazia per averlo salvato. Quella sera Marc e i compagni di classe di Marinette, aiutano quest'ultima con la sua degustazione di dolci, Adrien ringrazia Marinette per esserci sempre per aiutare gli altri, e mentre il ragazzo si dirige per andare a una festa di beneficenza organizzata da suo padre, Marinette gli dà un bacio sulla guancia ringraziandolo dei complimenti che li ha fatto.
- Guest star: Philippe Candeloro.